# 托切維基
50°20′53″N 26°21′30″E / 50.34806°N 26.35833°E
托切維基（烏克蘭語：Точевики），是烏克蘭西北部的村莊，隸屬里夫內州的里夫內區。該村面積1.13平方公里，海拔高度216米，2001年人口403，人口密度每平方公里355.4人。